# Mônaco nos Jogos Olímpicos de Inverno de 1984
Mônaco competiu nos Jogos Olímpicos de Inverno pela primeira vez nos Jogos Olímpicos de Inverno de 1984 em Sarajevo, Iugoslávia.